# マーストリヒト大学
マーストリヒト大学（Maastricht University）は、オランダのマーストリヒトにある公立大学である。1976年創設と新しい大学であるが、Times Higher Education (THE)の世界大学ランキングでは2016年時点で88位と、世界トップ100にランクイン。2021年時点で127位。特に格付けの高い分野として、法学（23位）、教育学（33位）、臨床医療・健康（64位）、経営・経済学（73位）（2021年版）。同じくTHEの創立50年以下の大学を格付けするYoung University Rankings(2019年では351校を対象）でも、2013年より、常にトップ10に入る。
オランダで最も国際性の高い大学であり、学生の半数、教員の40％弱が外国出身。ほとんどの授業が英語で行われる。実践力・問題解決能力を重視したイノベーティブかつ学際的な教育モデル（Problem-Based Learning）を採用。EU創設のマーストリヒト条約の調印の地、オランダ最南端にして最古の街、ベルギーとドイツの国境近くという立地もあり、EUにまつわる専門的な専攻や科目履修も可能。

2020年末の時点で、学生数21,000名、職員数4,000名、卒業生数80,000名。　

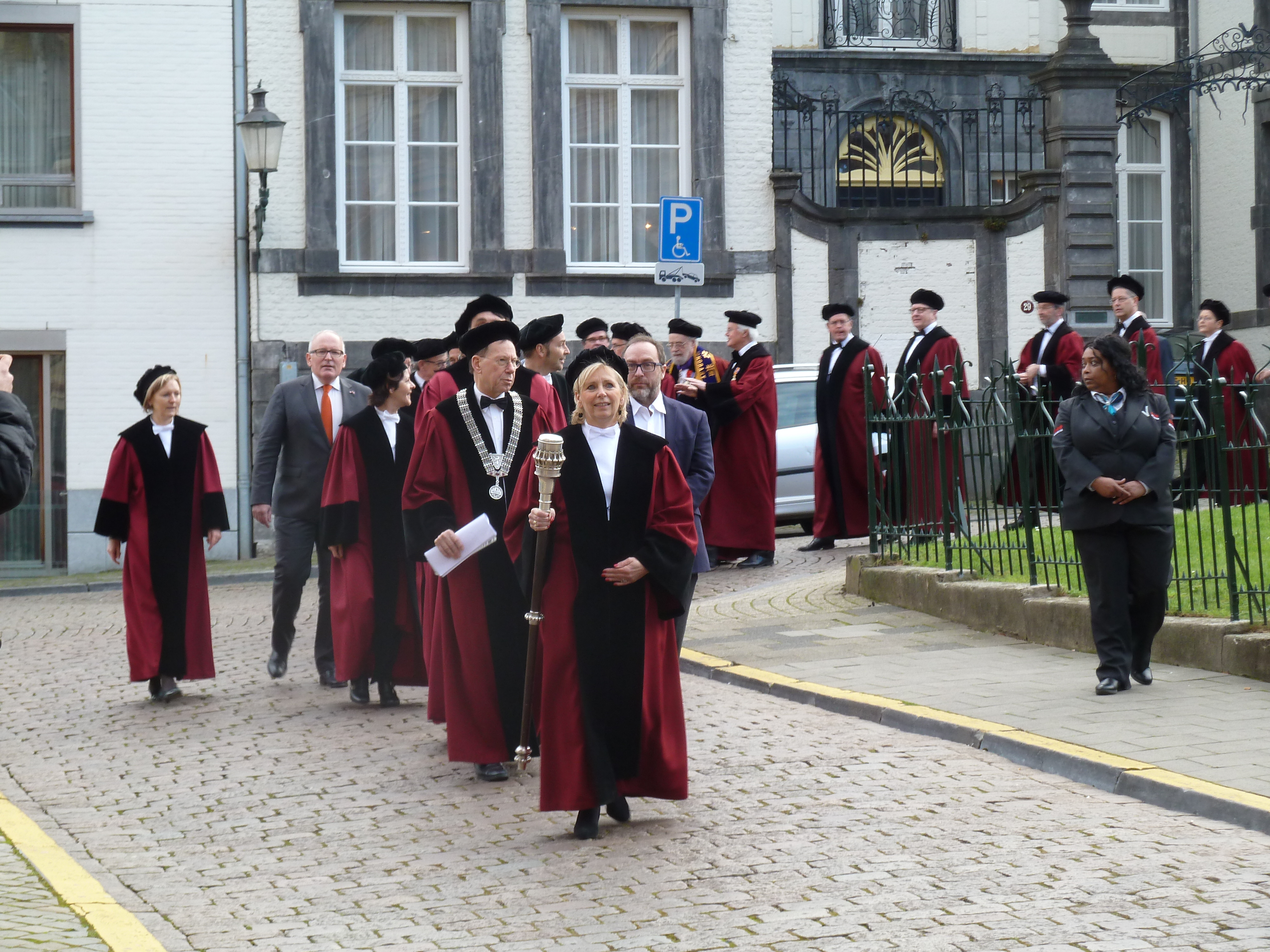
Maastricht-39e Diesviering in de St. Janskerk (Universiteit Maastricht) (6)

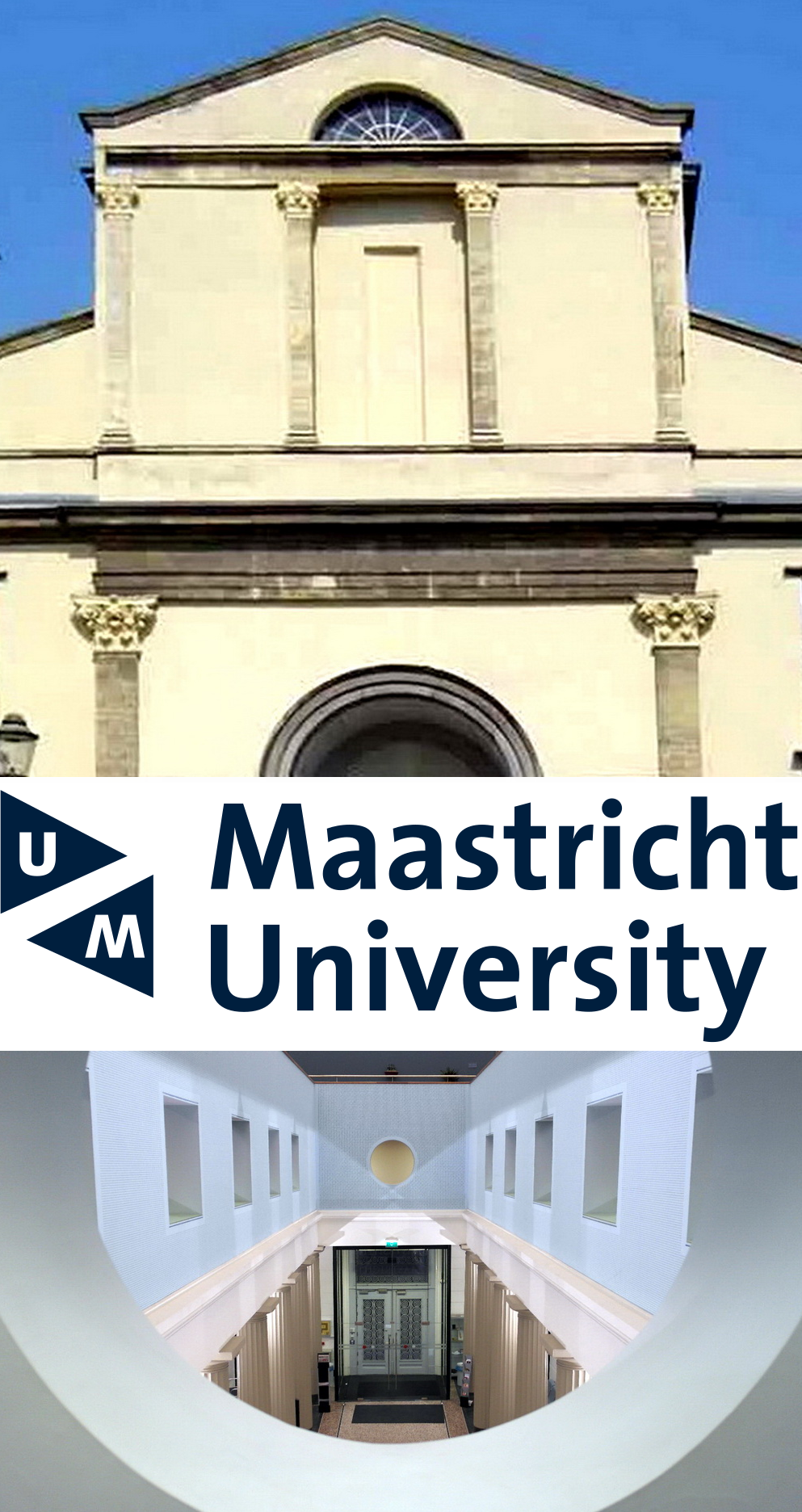
Maastricht University logo & Minderbroedersberg